# Ryan Lochte
Ryan Steven Lochte (* 3. August 1984 in Rochester, New York) ist ein US-amerikanischer Schwimmer und sechsfacher Olympiasieger.

## Leben
Ryan Lochte wurde in Rochester im Bundesstaat New York geboren. Er ging auf die Spruce Creek High School in Port Orange, Florida. Er bekam ein Sportstipendium der University of Florida in Gainesville, Florida, wo er von 2003 bis 2006 für Gregg Troy’s Florida Gators Swimming and Diving Team im National Collegiate Athletic Association (NCAA) und Southeastern Conference (SEC) Wettkämpfe schwamm. Er lebt und trainiert in Gainesville. Lochte ist sehr vielseitig und schwimmt bei internationalen Wettkämpfen sowohl Freistil als auch Rücken, Schmetterling und Lagen.
Lochte hat einen Vertrag mit Ford Modeling Agency und modelte schon für Speedo und GQ.

## Sportliche Erfolge

### 2004
Bei den Olympischen Spielen 2004 in Athen gewann Lochte zusammen mit Michael Phelps, Peter Vanderkaay und Klete Keller Gold in der siegreichen amerikanischen 4 × 200-m-Freistilstaffel, die mit 7:07,33 min zugleich einen neuen Amerikanischen Rekord aufstellte. Außerdem gewann er Silber über 200 Meter Lagen hinter Superstar Michael Phelps.

### 2005
Bei den Schwimmweltmeisterschaften 2005 in Montreal gewann Lochte zusammen mit Michael Phelps, Peter Vanderkaay und Klete Keller Gold mit der amerikanischen 4 × 200-m-Freistilstaffel. Darüber hinaus gewann er hinter dem überlegenen Sieger Aaron Peirsol und dem Österreicher Markus Rogan Bronze über 200 Meter Rücken. Ebenfalls Bronze gewann Lochte über 200 Meter Lagen hinter dem US-Amerikaner Michael Phelps und dem Ungar László Cseh, während er über 400 Meter Lagen nur Fünfter wurde.

### 2007
Bei den Schwimmweltmeisterschaften 2007 in Melbourne gewann Lochte Gold über 200 Meter Rücken in Weltrekordzeit (1:54,32 min) vor Aaron Peirsol und zusammen mit Michael Phelps, Peter Vanderkaay und Klete Keller ebenfalls Gold mit der amerikanischen 4 × 200-m-Freistilstaffel, die gleichzeitig mit 7:03,24 min einen neuen Weltrekord aufstellte. Über 100 Meter Rücken gewann er Silber hinter Aaron Peirsol, obwohl Lochte im Halbfinale einen neuen Weltmeisterschaftsrekord aufstellte. Noch zweimal Silber konnte Lochte über die Lagenstrecken: 200 und 400 Meter Lagen holen, jeweils hinter Michael Phelps.

### 2008
Bei den Olympischen Spielen in Peking gewann Lochte sowohl über 200 als auch über 400 Meter Lagen jeweils hinter Michael Phelps, der zweimal Weltrekord schwamm, und László Cseh, der in beiden Rennen einen neuen Europarekord aufstellte, die Bronzemedaille. Im 200-Meter-Rennen fehlte ihm eine Hundertstelsekunde zu Silber. Mit der amerikanischen 4 × 200-m-Freistilstaffel stellte er zusammen mit Michael Phelps, Ricky Berens und Peter Vanderkaay mit 6:58,56 min einen neuen Weltrekord auf und gewann die Goldmedaille. Die amerikanische Staffel war die erste, die eine Zeit unter sieben Minuten erreichte. Gold gewann er auch über 200 m Rücken, wobei er mit 1:53,94 min ebenfalls einen neuen Weltrekord aufstellte.

### 2009
Bei den Schwimmweltmeisterschaften 2009 in Rom gewann er zusammen mit Phelps, Matt Grevers, and Nathan Adrian mit der amerikanischen 4 × 100-m-Freistilstaffel die Goldmedaille mit einem neuen Weltmeisterschaftsrekord von 3:09,21 min. Phelps startete bei diesen Weltmeisterschaften nicht in den Lagen-Wettbewerben. Lochte nutzte in den beiden Lagenrennen die Abwesenheit von Phelps und gewann sowohl über 200 als auch über 400 m Lagen die Goldmedaille. Auf der 200-Meter-Strecke stellte er dabei mit 1:54,10 min einen neuen Weltrekord auf. Über 200 Meter Rücken gewann er hinter Peirsol und dem Japaner Ryōsuke Irie die Bronzemedaille. Eine weitere Goldmedaille in neuer Weltrekordzeit von 6:58,55 min gewann er mit der amerikanischen 4 × 200-m-Freistilstaffel zusammen mit Phelps, Ricky Berens und David Walters.

### 2010
Bei den Kurzbahnweltmeisterschaften in Dubai war Ryan Lochte mit sechs Gold- und einer Silbermedaille erfolgreichster Schwimmer. Niemand hatte zuvor bei Kurzbahnweltmeisterschaften sieben Medaillen gewonnen. Er gewann Gold über 200 m Freistil, 200 m Rücken, 100, 200 (neuer Weltrekord in 1:50,08 min) und 400 m Lagen (neuer Weltrekord in 3:55,50 min) und mit der 4 × 100-m-Lagenstaffel. Silber gewann er mit der 4 × 200-m-Freistilstaffel, die sich Russland geschlagen geben musste. Seine Weltrekorde waren die ersten seit Abschaffung der Schwimmanzüge.
Von der amerikanischen Zeitschrift Swimming World wurde er zum Weltschwimmer des Jahres ernannt.

### 2011
Bei den Schwimmweltmeisterschaften 2011 in Shanghai gewann er eine Bronze- und fünf Goldmedaillen. Bronze gewann er mit der 4 × 100-m-Freistilstaffel, da er am Vorlauf teilgenommen hatte. Gold gewann er über 200 m Freistil (vor Phelps und Paul Biedermann), 200 m Rücken (vor Ryōsuke Irie und Tyler Clary), 200 m Lagen (vor Phelps und László Cseh mit neuem Weltrekord von 1:54,00 min), 400 m Lagen (vor Scott Tyler Clary und Yūya Horihata) und mit der 4 × 200-m-Freistilstaffel mit Phelps, Ricky Berens und Peter Vanderkaay. Sein Weltrekord war der erste auf der Langbahn seit Abschaffung der Schwimmanzüge.
Er wurde erneut Weltschwimmer des Jahres.

### 2012
Bei den Olympischen Spielen 2012 in London gewann Lochte fünf Medaillen und belegte Platz vier über 200 m Freistil. Bronze gewann er über 200 m Rücken hinter Tyler Clary und Ryōsuke Irie.
Silber gewann er mit der 4 × 100-m-Freistilstaffel mit Phelps, Cullen Jones und Nathan Adrian, die von Frankreich geschlagen wurde, und über 200 m Lagen hinter Phelps und vor Cseh. Gold holte er über 400 m Lagen vor Thiago Pereira und Kōsuke Hagino und mit der 4 × 200-m-Freistilstaffel mit Conor Dwyer, Ricky Berens und Michael Phelps vor Frankreich und China.
Bei den Kurzbahnweltmeisterschaften in Istanbul holte er Bronze über 100 m Schmetterling, Silber über 200 m Rücken und sechs Goldmedaillen über 200 m Freistil, 100 m Lagen (Weltrekord im Halbfinale in 50,71 min), 200 m Lagen (Weltrekord in 1:49,63 min), 4 × 100 m Freistil, 4 × 200 m Freistil und 4 × 100 m Lagen. Mit diesen acht Medaillen stellte er einen Rekord für Kurzbahnweltmeisterschaften auf.

### 2013
Bei den Schwimmweltmeisterschaften 2013 in Barcelona holte er Silber mit der 4 100-m-Freistilstaffel mit Nathan Adrian, Anthony Ervin und James Feigen hinter Frankreich. Mit der 4 200-m-Freistilstaffel gewann er die Goldmedaille mit Conor Dwyer, Charles Gipson Houchin und Ricky Berens vor Russland und China. Gold holte er zudem über 200 m Rücken vor Radosław Kawęcki und Tyler Clary und über 200 m Lagen vor Kōsuke Hagino und Thiago Pereira. Einen vierten Platz belegte er über 200 m Freistil.

### 2014
Bei den Kurzbahnweltmeisterschaften in Doha gewann er drei Bronzemedaillen (200 m Freistil, 100 m Lagen und 4 × 100 m Freistil), vier Silbermedaillen (200 m Rücken, 200 m Lagen, 4 × 50 m Freistil, 4 × 100 m Lagen) und eine Goldmedaille mit der 4 × 200-m-Freistilstaffel.

### 2015
Lochte startete bei den Schwimmweltmeisterschaften in Kasan zum sechsten Mal bei Weltmeisterschaften auf der Langbahn. Mit dem Gewinn der Goldmedaille auf der 200-m-Lagenstrecke ist er neben Grant Hackett der einzige Schwimmer, der bei vier aufeinanderfolgenden Weltmeisterschaften Gold in derselben Disziplin gewinnen konnte. Die Goldmedaille bekam er auch für seine Vorlaufteilnahme über 4 × 100 m Lagen und mit der 4 × 100-m-Freistil-Mixedstaffel mit Nathan Adrian, Simone Manuel und Missy Franklin. Silber gewann er mit der 4 × 200-m-Freistilstaffel und der Mixedstaffel über 4 × 100 m Lagen. Platz vier belegte er über 200 m Freistil.

### 2016
Bei den Olympischen Spielen 2016 in Rio de Janeiro zog er über 200 m Lagen zum vierten Mal in Folge in das Finale ein, gewann aber dort mit Platz fünf zum ersten Mal keine Medaille. Mit dem Gewinn der Goldmedaille über 4 × 200 m Freistil mit Michael Phelps, Townley Haas und Conor Dwyer stieg die Zahl seiner olympischen Medaillen auf 12. Damit hat er die zweitmeisten Medaillen bei den männlichen Schwimmern aller Zeiten, nur überboten von Michael Phelps.

## Überfall-Affäre 2016
Negative Schlagzeilen machte Lochte, als er im Rahmen der Olympischen Spiele 2016 in Rio angab, überfallen worden zu sein, was sich nach behördlicher Untersuchung aber als Lüge herausstellte. Lochte und seine Teamkameraden Jimmy Feigen, Gunnar Bentz und Jack Conger hatten an einer Tankstelle randaliert und, als sie damit konfrontiert wurden, angegeben, überfallen worden zu sein. Tatsächlich waren sie von einem Sicherheitsbeamten mit einer Waffe an der Flucht gehindert worden. Nach Bezahlung einer geringen Summe für den angerichteten Schaden durften sie gehen. Conger und Bentz gaben der Polizei gegenüber zu, von Lochte überredet worden zu sein, die Überfallgeschichte mitzutragen, um ihr Fehlverhalten zu vertuschen. Ryan Lochte gab auf Twitter eine Erklärung ab, mit der er sein Verhalten bedauerte, aber trotzdem darauf beharrte, überfallen worden zu sein.
Wegen dieses Vorfalls erklärten sein langjähriger Sponsor Speedo sowie die Firmen Ralph Lauren, Airweave und Syneron Candela, ihn nicht weiter zu unterstützen.
Es wird geschätzt, dass der finanzielle Verlust für Lochte bei deutlich über einer Million Dollar liegen könnte. Zudem ist er in Brasilien wegen Falschanzeige angeklagt worden.
Der US-Schwimmverband und das Nationale Olympische Komitee der USA sperrten Lochte für zehn Monate. Außerdem musste er seine Prämie für den Gewinn der Goldmedaille mit der Staffel zurückzahlen, erhält keine nationalen Fördergelder in diesen zehn Monaten und muss 20 Stunden gemeinnützige Arbeit leisten.
Er durfte auch nicht am Empfang des Olympiateams im Weißen Haus teilnehmen. Dennoch kündigte er an, an den Olympischen Spielen 2020 in Tokio teilnehmen zu wollen.

## Dopingsperre 2018
Am 24. Mai 2018 veröffentlichte Lochte ein Foto, auf dem zu sehen ist, wie er sich einer intravenösen Transfusion unterzieht. Solche Infusionen sind für Sportler laut Statuten der amerikanischen Anti-Doping-Agentur (USADA) nur in bestimmten Situationen erlaubt, die in diesem Fall nicht vorlagen.
Die USADA gab am 23. Juli 2018 bekannt, dass bei der Infusion keine verbotene Dopingsubstanz benutzt und Lochte wegen dieses Dopingverstoßes rückwirkend für 14 Monate bis zum Juli 2019 gesperrt wurde.

## Rekorde

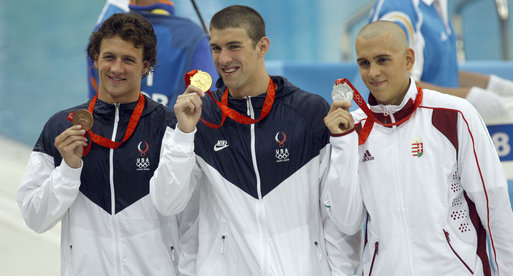
Ryan Lochte (Links) am 10. August 2008 bei den Olympischen Spielen in Peking

| Weltrekorde (1)                                                                | Weltrekorde (1) | Weltrekorde (1)   | Weltrekorde (1) |
| ------------------------------------------------------------------------------ | --------------- | ----------------- | --------------- |
| 4 × 200 m Freistil (mit Phelps, Berens und Walters)                            | 06:58,55 min    | 31. Juli 2009     | Rom             |
| Amerikarekorde (10)                                                            |                 |                   |                 |
| 200 m Lagen                                                                    | 01:54,00 min    | 28. Juli 2011     | Shanghai        |
| 4 × 200 m Freistil (mit Phelps, Berens und Walters)                            | 06:58,55 min    | 31. Juli 2009     | Rom             |
| 200 m Freistil (Kurzbahn)                                                      | 01:41,08 min    | 15. Dezember 2010 | Dubai           |
| 100 m Lagen (Kurzbahn)                                                         | 00:50,71 min    | 15. Dezember 2012 | Istanbul        |
| 200 m Lagen (Kurzbahn)                                                         | 01:49,63 min    | 14. Dezember 2012 | Istanbul        |
| 400 m Lagen (Kurzbahn)                                                         | 03:55,50 min    | 16. Dezember 2010 | Dubai           |
| 200 m Rücken (Kurzbahn)                                                        | 01:47,91 min    | 13. April 2006    | Manchester      |
| 4 × 100 m Freistil (Kurzbahn) (mit N. Adrian, G. Weber-Gale und R. Berens)     | 03:06,10 min    | 15. Dezember 2010 | Dubai           |
| 4 × 200 m Freistil (Kurzbahn) (mit P. Vanderkaay, G. Weber-Gale und R. Berens) | 06:49,58 min    | 16. Dezember 2010 | Dubai           |
| 4 × 100 m Lagen (Kurzbahn) (mit N. Thoman, M. Alexanadrov und G. Weber-Gale)   | 03:20,99 min    | 19. Dezember 2010 | Dubai           |
| U.S.-Open-Rekorde (6)                                                          |                 |                   |                 |
| 200 m Lagen                                                                    | 01:54,56 min    | 10. Juli 2009     | Indianapolis    |
| 4 × 100 m Freistil (mit M. Phelps, J. Lezak und N. Adrian)                     | 03:11,74 min    | 20. August 2010   | Irvine          |
| 4 × 200 m Freistil (mit M. Phelps, P. Vanderkaay und R. Berens)                | 07:03,84 min    | 20. August 2010   | Irvine          |
| 200 m Rücken (Kurzbahn)                                                        | 01:48,90 min    | 17. Dezember 2011 | Atlanta         |
| 200 m Lagen (Kurzbahn)                                                         | 01:52,98 min    | 17. Dezember 2011 | Atlanta         |
| 400 m Lagen (Kurzbahn)                                                         | 03:59,52 min    | 16. Dezember 2011 | Atlanta         |
| (Stand: 30. Juli 2025)                                                         |                 |                   |                 |